# Neolepton georgianum
Neolepton georgianum is een tweekleppigensoort uit de familie van de Neoleptonidae. De wetenschappelijke naam van de soort is voor het eerst geldig gepubliceerd in 2003 door Zelaya & Ituarte.